# Rediul de Jos, Fălești
Rediul de Jos este un sat din cadrul comunei Albinețul Vechi din raionul Fălești, Republica Moldova.

## Istorie
Satul Rediul de Jos este menționat documentar pentru prima dată în anul 1552, cu denumirea Readiul Lung (această dată este valabilă și pentru satul Rediul de Sus):
„† Din mila lui Dumnezeu, noi Ștefan voievod, domn al Țării Moldovei. Facem cunoscut cu această carte a noastră tuturor celor ce o vor vedea sau o vor auzi cetindu-se, că au venit înaintea noastră și înaintea tuturor boierilor noștri moldoveni slugile noastre, Ion și Todin și Grozea și Mihăilă și Tiron și Ilea Bulhac, copiii Parascăi, nepoții lui Hodco din Turia, de bună voia lor, nesiliți de nimeni, nici asupriți și au vândut ocina și dedina lor dreaptă și din privilegiul de împărțeală ce l-a avut mama lor Parasca dela părintele domniei mele Petru voievod, o seliște, care această seliște este unde se cheamă Prisaca lui Ignat, mai sus de Readiul Lung, în Turia; și au vândut-o slugii noastre Mihăilă șetrar, pentru cinci sute de zloți tătărești. Și s’a sculat sluga noastră Mihăilă șătrar și a plătit deplin toți acești bani mai sus scriși, 500 de zloți tătărești, în mâinile slugilor noastre mai sus spuse, Ion și Todin și Grozea și Mihăilă și Tiron și Ilea Bulhac copiii Parascăi, înaintea noastră și înaintea boierilor noștri.

...
 
Iar pentru mai mare putere și întărire a tuturor celor mai sus scrise, am poruncit credinciosului nostru pan Lucociu logofăt să scrie și să atârne pecetea noastră la această carte a noastră.
 
A scris Dumitru Sturzevici în Huși, în anul 7060 <1552 >, luna Martie 31.”